# Hazlet (Nova Jersey)
Hazlet é um município no Condado de Monmouth, Nova Jersey, Estados Unidos. Sua população em 2010 foi de 20,334 habitantes com  uma densidade populacional de 1.383 pessoas por km² .

## Geografia
De acordo com o United States Census Bureau, o município tem uma área total de 5,7 milhas quadradas (15 km 2 ), fica a (60 km) ao sul de Nova York e (90 km) a nordeste da Filadélfia .

## Demografia
De acordo com o Censo, em 2000 a renda média por domicílio no município foi de $ 65,697 e a renda média por família era $ 71,361. Os Homens tiveram uma renda mediana de $ 51,776 e as Mulheres de $ 32,439 . Em torno de 3,4% da população estavam abaixo da linha da pobreza .